# Monte Porche
El monte Porche (2.233 m) es una montaña situada en las Marcas, en la provincia de Macerata, que forma parte del grupo de los Montes Sibilinos.
En el Monte Porche nace el río Aso, que atraviesa de oeste a este, dirección monte-mar, las provincias de Ascoli Piceno y Fermo, señalando en la práctica el límite entre ellas. El pueblo más cercano al Monte Porche es Castelluccio di Norcia
Está unido por el norte con Porche di Vallinfante (2.113 m), al sur con Palazzo Borghese (2.145 m) y al este con la Cima Vallelunga (2.221 m) y la Sibilla (2.173 m).